# 이영돈 PD 논리로 풀다
《이영돈PD 논리로 풀다》는 대한민국의 채널A의 프로그램이다. 이영돈PD가 직접 발로 뛰면서 궁금한 모든 것을 풀어보는 프로그램이다.

## 방송 시간
- 시즌 1 : 2012년 1월 13일 ~ 2012년 11월 5일 : 매주 월요일 오후 11시 00분
- 시즌 2
  - 2013년 5월 20일 ~ 2013년 6월 17일 : 매주 월요일 오후 11시 00분
  - 2013년 6월 30일 ~ 2013년 10월 6일 : 매주 일요일 오후 9시 50분
- '논리로 풀다' 스페셜: 2013년 11월 3일 ~ 2013년 11월 24일 : 매주 일요일 오후 9시 50분